# Biłka (Bułgaria)
Biłka (bułg. Билка) – wieś w Bułgarii, w obwodzie Burgas, w gminie Ruen. W 2023 roku liczyła 515 mieszkańców.